# Acmopolynema
Acmopolynema (лат.) — род хальцидоидных наездников из семейства Mymaridae. Паразиты яиц насекомых. Встречаются повсеместно.

## Описание
Мелкие хальцидоидные наездники. Длина тела около 1 мм (760—2500 мкм). Усики нитевидные. Лицо с торулусом, отделённым от поперечной трабекулы примерно вдвое больше собственного диаметра; проплевра примыкает медиально кпереди от простерны; проподеум с V-образными срединными килями; переднее крыло обычно с тёмными поперечными перевязми, иногда без и с некоторыми дискальными щетинками (особенно на темных перевязях, если они есть) видоизменёнными, с увеличенными основаниями; петиоль заметно длиннее своей ширины, снизу с продольным швом. Лапки состоят из 4 сегментов. Четыре перепончатых крыла (задняя пара меньше передней) с полностью редуцированным жилкованием. Брюшко стебельчатое.
В Неарктике эндопаразиты на яйцах цикадок (Cicadellidae), Cercopidae (Hemiptera), прямокрылых (Сверчки стеблевые, Orthoptera).

## Систематика
Таксон включён в родовую группу Polynema group из семейства мимарид (Mymaridae), включает около 50 видов.
В Австралии 19 видов.
- Acmopolynema aberrans Fidalgo, 1989
- Acmopolynema bifasciatipenne (Girault, 1908)
- Acmopolynema bimaculatum Subba Rao, 1989
- Acmopolynema brasiliense (Ashmead, 1904)
- Acmopolynema callopterum Fidalgo, 1989
- Acmopolynema campylurum Xu & Lin, 2002
- Acmopolynema capeyorki Triapitsyn & Berezovskiy, 2007
- Acmopolynema carinatum Fidalgo, 1989
- Acmopolynema commune Fidalgo, 1989
- Acmopolynema costaricense Soyka, 1956
- Acmopolynema delphacivorum Fidalgo, 1989
- Acmopolynema dilemma Triapitsyn & Berezovskiy, 2007
- Acmopolynema garemma Triapitsyn & Berezovskiy, 2007
- Acmopolynema gracilicorne Fidalgo, 1989
- Acmopolynema hazomanitrae (Risbec, 1952)
- Acmopolynema helavai Yoshimoto, 1990
- Acmopolynema hervali Gomes, 1948
- Acmopolynema immaculatum Schauff, 1981
- Acmopolynema inaequale Fidalgo, 1989
- Acmopolynema incognitum (Narayanan, Subba Rao & Kaur, 1960)
- Acmopolynema indochinense (Soyka, 1956)
- Acmopolynema infuscatum Fidalgo, 1989
- Acmopolynema isaura Triapitsyn & Berezovskiy, 2007
- Acmopolynema kronidiphagum Fidalgo, 1989
- Acmopolynema longicorne Fidalgo, 1989
- Acmopolynema longicoxillum Xu & Lin, 2002
- Acmopolynema lurindu Triapitsyn & Berezovskiy, 2007
- Acmopolynema malabaricum Subba Rao, 1989
- Acmopolynema mboroense Risbec, 1967
- Acmopolynema miamiense Schauff, 1981
- Acmopolynema michailovskayae Berezovskiy & Triapitsyn, 2001
- Acmopolynema mirabile Fidalgo, 1989
- Acmopolynema missionicum Fidalgo, 1989
- Acmopolynema monicae Mathot, 1968
- Acmopolynema narendrani (Hedqvist, 2004)
- Acmopolynema neznakomka Trjapitsyn & Berezovskiy, 2007
- Acmopolynema nupta Triapitsyn & Berezovskiy, 2007
- Acmopolynema obscuricorne Fidalgo, 1989
- Acmopolynema orchidea Triapitsyn & Berezovskiy, 2007
- Acmopolynema orientale (Narayanan, Subba Rao & Kaur, 1960)
- Acmopolynema pacificum Berezovskiy & Triapitsyn, 2001
- Acmopolynema pecki Yoshimoto, 1990
- Acmopolynema perterebrator Fidalgo, 1989
- Acmopolynema philippinense Soyka, 1956
- Acmopolynema plaumanni Yoshimoto, 1990
- Acmopolynema poecilopterum Fidalgo, 1989
- Acmopolynema polyrhiza Fidalgo, 1989
- Acmopolynema problema Triapitsyn & Berezovskiy, 2007
- Acmopolynema pseudotachikawai Manickavasagam and Palanivel, 2017
- Acmopolynema scapulare Fidalgo, 1989
- Acmopolynema sema Schauff, 1981
- Acmopolynema shinbana Triapitsyn & Berezovskiy, 2007
- Acmopolynema shrawastianum Hayat & Anis, 2008
- Acmopolynema tachikawai Taguchi, 1971
- Acmopolynema uma Schauff, 1981
- Acmopolynema ussuricum Berezovskiy & Triapitsyn, 2001
- Acmopolynema varium (Girault, 1917)
- Acmopolynema vittatipenne (Dozier, 1932)